# Geschützter Landschaftsbestandteil Hohlformen im Obermarsberger Wald
Der Geschützte Landschaftsbestandteil Hohlformen im Obermarsberger Wald mit einer Flächengröße von 1,21 ha liegt nördlich von Leitmar im Stadtgebiet von Marsberg. Das Gebiet wurde 2008 mit dem Landschaftsplan Marsberg durch den Kreistag des Hochsauerlandkreises als Geschützter Landschaftsbestandteil (LB) ausgewiesen. Der LB ist umgeben vom Landschaftsschutzgebiet Rotes Land.

## Beschreibung
Der Landschaftsplan führt zum LB aus: „In einem Buchen-Eichen-Mischbestand im Obermarsberger Stadtwald liegt ein Quellbach, der nach einem Verlauf von weniger als 200 m in einem Schwalgloch auf der Grenze zwischen Buntsandstein und Zechsteinkalken versickert. Die Quellzone wird aus einem relativ flächengroßen, sickerfeuchten und mit Faulbaum-Gebüschen angereicherten Waldbereich gebildet, der hier mit in die Abgrenzung einbezogen wurde. Etwa in der Mitte des anschließenden Gewässers fallen linksseitig zwei tiefe, fast runde Hohlformen auf, deren Grund deutlich unter dem Niveau des Baches liegt. Ob es sich hierbei um alte Pingen handelt (die auch an anderen Stellen des „Boles Kump“ und des Stadtwaldes verbreitet sind) oder um natürliche Erdfälle, kann noch nicht abschließend eingeschätzt werden. Allemal stellen sie jedoch entweder ein kulturhistorisch oder ein geologisch-landeskundlich interessantes Zeugnis dar, das – erst recht in dem hier erfassten Gesamtzusammenhang „Quellbereich / Hohlformen / Schwalgloch“ – unbedingt erhaltensbedürftig erscheint. Wie an dem gut erschlossenen Schwalgloch bereits erkennbar, sind die Hohlformen latent durch Ablagerungen gefährdet.“

## Schutzzweck
Die Ausweisung als LB erfolgte:
- Zur Erhaltung, Entwicklung oder Wiederherstellung der Leistungs- und Funktionsfähigkeit des Naturhaushaltes
- Zur Belebung, Gliederung oder Pflege des Orts- und Landschaftsbildes
- Zur Abwehr schädlicher Einwirkungen

Der LB stellt, wie die anderen LBs im Landschaftsplangebiet, einen herausragenden Lebensraum für die ökologischen Leistungsfähigkeit des Naturhaushaltes dar. Dient ferner als landschaftsgliederndes und -belebendes Element. Die Ausweisung dient der Abwehr realer oder potenzieller schädlicher Einwirkungen durch Pflanzenentnahme, Relief- oder Gewässerveränderungen usw.